# جائزة هومبولت
جائزة هومبولت هي جائزة تمنحها مؤسسة ألكسندر فون هاومبولت بألمانيا للباحثين والعلماء المشهورين دوليًا الذين يعملون خارج ألمانيا تقديراً لإنجازاتهم البحثية طوال حياتهم في مجالات متعدّدة مثل الطب، وعلم الأحياء، والكيمياء، والفيزياء، وعلوم الرياضيات، والهندسة، وعلوم الحاسب الآلي، واللسانيات، والفلسفة، والتاريخ، والاقتصاد، وعلم الإدارة، وعلم النفس، وعلم النفس التنظيمي.
سميت الجائزة على اسم عالم الطبيعة والمستكشف البروسي الراحل ألكسندر فون هومبولت تكريماً له. تبلغ قيمة جائزة هومبولت حاليًا 60 ألف يورو مع إمكانية تقديم المزيد من الدعم خلال حياة الفائز بالجائزة.

## الترشيحات
تُمنح جائزة هومبولت للباحثين والأكاديميون الذين كان لاكتشافاتهم الأساسية، أو نظرياتهم، أو رؤاهم الأساسية تأثيراً كبيراً في مجالات تخصصهم، والذين من المتوقع أن يواصلوا تحقيق المزيد من الإنجازات الأكاديمية في المستقبل، ويقوم أكاديميون معترف بهم في ألمانيا بترشيح أسماء العلماء والباحثين للحصول على الجائزة.

## الفائزون السابقون بالجائزة

### في علم الاحياء
- جونتر بلوبيل
- سيرج دان
- إيبرهارد فيتز
- دانيال جيانولا
- هندريكوس جرانزييه
- دان غراور
- بيرت هولدوبلر
- سيرج نيدوسباسوف
- هانس أوتمير
- جون م. أوبيتز
- بوركارد روست (حصل على الجائزة في عام 2009)
- توماس داير سيلي
- جونتر ب. فاغنر
- روديجر إيكارد فيمر

### في الكيمياء
- أنتوني ج. أردوينجو الثالث
- سوكبوك تشانغ
- روبرت ف. كورل
- والتر غلبرت
- غوتام ر. ديسيراجو
- كويلينغ دينغ
- جون بينيت
- بول جوزيف كروتزن
- روبرت هـ. جوبس
- ناراين هوسمين
- جان ماري لين
- تشاو جون لي
- يوري لفوف
- رودولف ماركوس
- جيمس كولين مارتن
- ديباشيس موخيرجي
- كينجي أوموري
- جيفري أوزين
- جون أنتوني بوبل
- أليساندرو بيكولو
- رونالد ت. رينيس
- روجر ريد[3]
- جوليوس ريبيك
- توميسلاف روفيس
- ريتشارد ر. شروك
- ساسون شيك
- بيتر شويرتفيغر
- أوكتاي سينانوغلو
- يوشيتاكا تانيمورا
- ماتياس تشوب
- باري تروست
- توماس زيمب
- أحمد زويل

### في علوم الحاسب الآلي
- مانيندرا أغراوال
- باتريك كوسوت (حصل على الجائظو في عام 2008)
- كين فوربوس[4]
- مايكل فيلوز
- مايكل فرانز[5]
- يوهانس جيرك
- جوناثان كاتس
- ليونيد ليفين
- بخدير خوسينوف[6]
- أندريه نيس
- توبي والش

### في علم الاقتصاد
- سونكي م. بارترام
- جيرار ديبرو
- فرانسيس ديبولد
- جان ميشيل جراندمونت
- رونالد شيبارد
- هال فاريان

### في الهندسة
- موينيس أمين
- كونستانس ج. تشانغ حسنين
- والتر ج. تشابمان
- محمد جاد الحق
- أندرو جينيك
- فون كوك كوانج
- لاني د. شميدت
- ليفتي هـ. تسوكالاس
- مصطفى أوكياي كايناك
- طارق زهدى
- إيكارت ميبرج[7]

### في التاريخ
- أندرياس دوم
- هاري ليبيرسون[8]
- تشارلز س. ماير
- جيمس ج. شيهان[9]
- فريتز ستيرن

### في اللسانيات
- ماثيو س. دراير
- جاكلين كورنفيلت
- بول كيبارسكي
- بيتر أوستن (حصل على الجائزة مرتين)
- سوزان روثستين

### في علم الإدارة
- تيموثي م. ديفيني

### في الرياضيات
- دميتري أنوسوف
- بول بالمر
- أولي بارندورف نيلسن
- سبنسر ج. بلوخ
- ليونيد بونيموفيتش (حصل على الجائزة عام 2003)
- دينه تيان-كونج
- رود داوني
- ألكسندر إريمينكو
- كريستيان جينست
- ديما غريغوريف
- فيكتور غيليمين
- أوفي هاجروب
- هارالد أندريس هيلفجوت (حصل على الجائزة عام 2015)
- توشيوكي كوباياشي
- ألكسندر كوميش (حصل على الجائزة عام 2006)[10]
- روبرت لانجلاندز
- روبرتو لونغو[11]
- بينوا ماندلبروت
- أرنولد ماندل
- غريغوري مارغوليس
- ديفيد ماسر (حصل على الجائزة عام 1990)[12]
- فلاديمير مزايا
- تريفور ماكدوغال
- كورتيس ت. ماكمولن
- تاراس ميلنيك
- ألكسندر ميركورجيف
- جون ميلنور
- كاتسومي نوميزو
- تيموراز بيراشفيلي
- جوبال براساد
- سفيتلوزار راشيف
- أرند شيل
- شايل ر. سيرل
- إلياس م. شتاين
- أناتولي فيرشيك
- إرنست بوريسوفيتش فينبرج
- جوزيف أ. وولف
- رايموند ويلز الابن
- شينغ تونغ ياو
- مارك يور
- أندريه زيليفينسكي

### في الطب
- فريتز ألبرت ليبمان
- ستانلي ب. بروسينر

### في علم الارصاد الجوية
- شارون نيكلسون

### في علم النفس التنظيمي
- ستيفن روجلبيرج

### في الفلسفة
- كولين ألين
- مايكل فريدمان
- بيتر ج. غراهام
- باناجيوتيس كونديليس (حصل على الجائزة عام 2018)
- وستيفان هارتمان (حصل على الجائزة عام 2013)
- هانس ليتجيب (حصل على الجائزة عام 2011)
- جيف مالباس
- جون بيري
- جوناثان شيفر
- ر. جاي والاس
- ومناحيم فيش.

### قي الفيزياء
- جيريش أغاروال
- ريكاردو باربيري
- فولفغانغ باور
- نهاد بيركر
- نيكولاس بلومبيرجين
- روبرت و. بويد
- فيكتور أ.برمبرغ (حصل على الجائزة عام 1993)
- علي شمس الدين
- سوبراهمانيان شاندراسيخار
- ستيفن تشو
- بريدراج كفيتانوفيتش
- دونالد دي كلايتون
- هانز ديهميلت
- دورموس أ. دمير
- توماش ديتل
- إميليان دوداس
- جيا دفالي
- أليكسي ل. إفروس
- يوري إسترين (حصل على الجائزة مرتين، الأولى في عام 1999، والثانية في عام 2012)
- أندريا فيرارا
- بيير جيل دي جين
- روي ج. جلوبر
- كريس جرين (حصل على الجائزة عام 2007)
- يوفال غروسمان
- ويلي هايبرلي (حصل على الجائزة مرتين، الأولى في عام 1982، والثانية في عام 1991)
- جون ل. هول
- تيودور و. هانش
- روبرت هوفستاتر
- جون و. هاريس
- كيوزي كاواساكي
- جين إ. كيم
- دميتري خارزييف
- فيكتور آ. كليموف[13][14]
- ماساتوشي كوشيبا
- ديرك كريمر (حصل على الجائزة عام 2011)
- هربرت كرويمر
- أوغستو ساجنوتي
- ألفريد ساب
- آرثر ل. شاولو
- جوليان شوينغر
- إيفان أ سيلين
- قيصر شافي
- كليفورد جي شول
- كوستاس سوكوليس
- ساورو سوتشي
- تشينغ دبليو تانغ
- أنتوني ويليام توماس
- خوسيه دبليو إف فالي
- جيلينا فوكوفيتش
- غاري أ. فيجنر
- جاري ويستفول
- بول ويجمان
- ماو كوين وو
- ستيفانو زابيري
- قوه زينغيوان
- م. سهيل زبيري

### في علم النفس
- ستيفان هوفمان
- مارك فان فوجت
- كيث راينر